# متزار
متزار (به لاتین: Metzar) یک شهرک یهودی‌نشین و کیبوتص است که در جنوب بلندی‌های جولان واقع شده‌است.